# What Have You Done
What Have You Done è un singolo del gruppo musicale metal olandese Within Temptation.
Il singolo ha anticipato l'uscita dell'album The Heart of Everything e comprende la collaborazione di Keith Caputo, voce dei Life of Agony.

## Il video
What Have You Done vanta due versioni differenti del video musicale:
- Nella prima versione, pubblicata solo nel Regno Unito, Sharon den Adel è una spia, ricercata da un agente dell'FBI impersonato da Keith. Nel video ci sono sia scene della fuga di Sharon, sia scene dove la ragazza canta insieme alla sua band che esegue What Have You Done in un'arena.
- Nella versione più recente invece, Sharon sembra avere un partner violento e aggressivo, quindi, stanca delle violenze, scappa nel cuore della notte sulla sua auto, lasciando il compagno in preda alla disperazione. Inoltre, quest'ultima edizione del video presenta atmosfere sinistre e angoscianti.

## Il disco
Le tracce dal vivo sono le stesse registrate per il secondo DVD della band, The Silent Force Tour.

## Tracce
1. What Have You Done (Single Version) – 3:59
2. What Have You Done (Album Version) – 5:12

European MAXI Edition
1. What Have You Done (Single Version) – 3:59
2. What Have You Done (Album Version) – 5:12
3. Blue Eyes - 5:26
4. Aquarius (Live at Java Eiland, Amsterdam) – 4:50
5. Caged (Live at Java Eiland, Amsterdam) – 5:49